# Clara Fröhlich
Clara Fröhlich (Remscheid, 15 maart 2004) is een voetbalspeelster uit Duitsland. Ze speelt als verdediger voor 1. FC Nürnberg in de Bundesliga.

## Clubcarrière
Clara Fröhlich begon met voetballen in haar geboorteplaats Remscheid. Vervolgens speelde ze in een jongensteam bij SSV Bergisch Bonn, waar ze van 2019 tot 2021 deel uitmaakte van de ploeg die uitkwam in de B-junioren Bundesliga. In 2022 ontving Fröhlich een Fritz Walter Medaille voor haar prestaties in het jaar 2021.
Voorafgaande aan het seizoen 2021/22 werd Fröhlich gecontracteerd door Bayer 04 Leverkusen. Op 21 november 2021 maakte ze haar debuut in de Bundesliga door in te vallen voor Ann-Katrin Vinken in een thuiswedstrijd tegen Eintracht Frankfurt. Fröhlich maakte haar eerste doelpunt in de Bundesliga op 19 december 2021 in een 2-0 overwinning op FC Carl Zeiss Jena. In het seizoen 2022/23 mocht Fröhlich in zes wedstrijden haar opwachting maken voor het eerste elftal van Bayer 04 Leverkusen.
Op 28 mei 2024 verliet Fröhlich Bayer 04 Leverkusen voor 1. FC Nürnberg, waarmee ze na de degradatie van de club in het seizoen 2023/24 zal uitkomen in de Tweede Bundesliga.

## Statistieken
| Seizoen | Club                | Competitie        | Competitie | Competitie | Beker | Beker | Overig | Overig | Totaal | Totaal |
| Seizoen | Club                | Competitie        | Wed.       | Dlp.       | Wed.  | Dlp.  | Wed.   | Dlp.   | Wed.   | Dlp.   |
| ------- | ------------------- | ----------------- | ---------- | ---------- | ----- | ----- | ------ | ------ | ------ | ------ |
| 2021/22 | Bayer 04 Leverkusen | Bundesliga        | 9          | 1          | 1     | 0     | 0      | 0      | 10     | 1      |
| 2022/23 | Bayer 04 Leverkusen | Bundesliga        | 6          | 0          | 1     | 0     | 0      | 0      | 7      | 0      |
| 2023/24 | Bayer 04 Leverkusen | Bundesliga        | 0          | 0          | 0     | 0     | 0      | 0      | 0      | 0      |
| 2024/25 | 1. FC Nürnberg      | Tweede Bundesliga | 0          | 0          | 0     | 0     | 0      | 0      | 0      | 0      |
| Totaal  | Totaal              | Totaal            | 15         | 1          | 2     | 0     | 0      | 0      | 17     | 1      |

Bijgewerkt t/m 28 mei 2024.

## Interlandcarrière
Clara Fröhlich maakte haar debuut als jeugdinternational voor Duitsland onder 15 in een vriendschappelijke wedstrijd tegen Verenigde Staten. Met Duitsland onder 19 kwam Fröhlich uit op het EK 2022 in Tsjechië. Ze kwam alle drie groepswedstrijden op het eindtoernooi in actie. Bij haar debuut op 17 februari voor 2022 voor Duitsland onder 19 wist Fröhlich ook gelijk tot scoren te komen.
Fröhlich maakte haar debuut voor Duitsland onder 20 op 29 juli 2022 in een vriendschappelijke wedstrijd tegen Nederland. Met Duitsland onder 20 kwam Fröhlich uit op het WK 2022 in Costa Rica. In de tweede groepswedstrijd tegen Nieuw-Zeeland opende Fröhlich in de 58ste minuut de score.
1 Voll ·
2 Ostermeier ·
3 Friedrich ·
4 Bragstad ·
5 Levels ·
6 Piljić ·
7 Kramer ·
8 Bartz ·
9 Kehrer ·
10 Hansen ·
11 Kögel ·
12 Mickenhagen ·
13 Haim ·
14 Bragstad ·
16 Zdebel ·
17 Jorde ·
18 Vilhjálmsdóttir ·
19 Bender ·
20 Gonzalez ·
21 Marin ·
23 Bodoy ·
24 Turányi ·
27 Repohl ·
28 Menglu ·
27 Daedelow ·
34 Moll ·
56 Vidal ·
Coach: Pätzold